# 류리크
류리크(고대 노르드어: Rørik 뢰리크, 고대 동슬라브어: Рюрикъ 류리쿠, 러시아어: Рю́рик, 830년경 – 879년경)는 초대 노브고로드 공으로, 류리크 왕조의 개창자이다. 855년에 라도가호 지역을 장악하고 862년에 노브고로드 지역에 홀름가르드 정착촌을 건설하였다. 원초연대기에서 루스인 출신이라고 언급되고 있으며, 이에 대해 루스인을 북게르만족의 일파로 간주하여 류리크 또한 북게르만인으로 간주하는 서구권 학계의 주장과 루스인을 동슬라브족의 일파로 간주하여 류리크를 동슬라브인으로 간주하는 동구권 학계의 주장이 서로 대립하고 있다.

## 이름의 유래
‘류리크’는 원래 현대 영어의 ‘로더릭(Roderick)’, 에스파냐어의 ‘로드리고(Rodrigo)’, 포르투갈어의 ‘호드리구(Rodrigo)’와 같은 계통의 게르만어 이름을 슬라브어로 표기한 것이다. 고대 게르만어를 살펴보면 고대 고지독일어에서 ‘Hrodric’, 고대 영어에서는 ‘Hroðricus’라는 이름으로 나타난다. 고대 노르드어에서는 ‘Hrœrekr’(노르웨이, 아이슬란드), ‘Hrørīkr’ 또는 ‘Rørik’(덴마크, 스웨덴) 등의 형태가 나타나는데 ‘류리크’는 ‘Rørik’에서 유래한다.이 이름은 《베오울프》에도 ‘Hrēðrīk’의 형태로 나타나며, 서방의 일부 학자들은 이 이름과 관련해 류리크를 서구권 연대기의 등장인물인 도레스타드의 로릭과 연관짓기도 한다..

## 생애
오늘날의 덴마크와 스웨덴 사이의 지역인 카테가트 출신으로 추정되는데 855년 경에 라도가 호수 주변에 정착한 후 볼호프 강을 따라 거슬러가 862년 경에 노브고로드를 장악하고 홀름가르드 정착촌을 건설하여 키예프 루스의 전신이 되는 노브고로드 루스를 건국하였다. 이에 대한 내용 12세기에 쓰여진 루스인의 역사서인 《원초 연대기》에 자세히 나와 있는데, 추드인, 동슬라브인, 메레인, 벱스인, 크리비치인들이 루스인들을 내쫓고 스스로 통치하려 하였으나 그 후 부족들이 서로 싸우기 시작하였기 때문에 질서를 잡기 위해 다시 류리크를 불러들였다고 원초 연대기는 전하고 있다. 류리크는 죽을 때까지 노브고로드에 머무르다 879년에 사망했다.

## 후대에 끼친 영향
류리크의 사망 이후 그의 친족인 올레그 베시가 노브고로드 루스를 이어받는다. 올레그는 882년경 키예프를 정복하고 키예프를 수도로 하는 키예프 루스를 건국하였으며, 노브고로드에서 드네프르 강을 따라 흑해로 이어지는 무역로를 장악했다. 이후 키예프 루스와 모스크바 대공국을 거쳐 러시아 차르국까지 루스의 국가들은 류리크의 가문인 류리크 왕조 출신의 군주들이 다스리다 이반 4세 이후 류리크 왕조가 단절되면서 동란 시대를 거쳐 로마노프 왕조로 이어졌다.

## 기타
라도가호 근처에 9세기 경 형성된 것으로 추정되는 무덤이 있다. 시엄 고라라고 불리는 이 무덤은 고대 스웨덴의 윙링 왕가의 무덤과 유사한 형식을 띠고 있으며, 도굴을 대비한 복잡한 보호 장치가 마련되어 있기 때문에 아직 발굴되지 않았는데 현지 주민은 시엄 고라를 '류리크의 무덤’이라고 여기고 있다.

## 같이 보기
- 러시아의 왕조
- 류리크 왕조
- 러시아의 역사
- 바이킹